# خدایفسکی
خدایفسکی (به لاتین: Khodayevsky) یک منطقهٔ مسکونی در روسیه است که در سرزمین آلتای واقع شده‌است.